# Grégoire Defrel
Grégoire Defrel (* 17. Juni 1991 in Meudon) ist ein französischer Fußballspieler. Der Stürmer steht bei aktuell beim FC Modena unter Vertrag.

## Karriere
Defrel kam 2009 in die Jugendabteilung des FC Parma und war dort bis 2011 aktiv. In der Rückrunde der Saison 2010/11 absolvierte er auch seine erste Partie für Parma. Am 22. Mai 2011 wurde er beim 1:1 in der Serie A gegen Cagliari Calcio eingewechselt.
Im Sommer wurde Defrel an die US Foggia in die Lega Pro Prima Divisione verliehen, für die er in der Saison 2011/12 in 23 Spielen vier Tore erzielte. Im Anschluss an die Leihe nahm der Zweitligist AC Cesena Defrel unter Vertrag. In der Saison 2012/13 erzielte er in 30 Partien drei Treffer und feierte mit Cesena den Klassenerhalt. In der Folgesaison wurde Defrel mit Cesena Vierter und setzte sich in den Play-Offs durch, sodass die AC Cesena in die Serie A aufstieg. Obwohl Defrel in 34 Spielen der Saison 2014/15 neun Tore erzielte, stieg die Mannschaft direkt wieder in die Serie B ab.
Defrel wechselte im Anschluss zur US Sassuolo Calcio und wurde unter Trainer Eusebio Di Francesco auf Anhieb Stammspieler. In der Saison 2015/16 erzielte er sieben Tore in 33 Partien. Sassuolo belegte am Ende der Spielzeit den sechsten Rang und qualifizierte sich für die dritte Runde der Europa-League-Qualifikation in der Spielzeit 2016/17. Nach dem Weiterkommen gegen den FC Luzern und dem Erfolg über den FK Roter Stern Belgrad in den Play-Offs erreichte die Mannschaft die Gruppenphase. In dieser schied Sassuolo aus dem Wettbewerb aus und auch in der Serie A schaffte die Mannschaft nur mittelmäßige Leistungen und beendete die Saison auf dem 12. Platz. Defrel erzielte vier Tore in acht Europa-League-Spielen und 12 Treffer in 29 Ligapartien.
Im Juli 2017 gab die AS Rom die Verpflichtung Defrels von Sassuolo bekannt. Er unterschrieb einen bis 2022 laufenden Vertrag und spielt zunächst für ein Jahr auf Leihbasis mit folgender Kaufpflicht für Rom.
Im Juli 2018 verpflichtete Sampdoria Genua Defrel auf Leihbasis. Im Jahr darauf lieh ihn sein früherer Verein Sassuolo Calcio, der ihn nach der Saison wieder fest unter Vertrag nahm.
Nach dem Abstieg von Sassuolo in die Serie B wechselte Defrel im Sommer 2024 ligaintern zum FC Modena.